# Arthur Menge

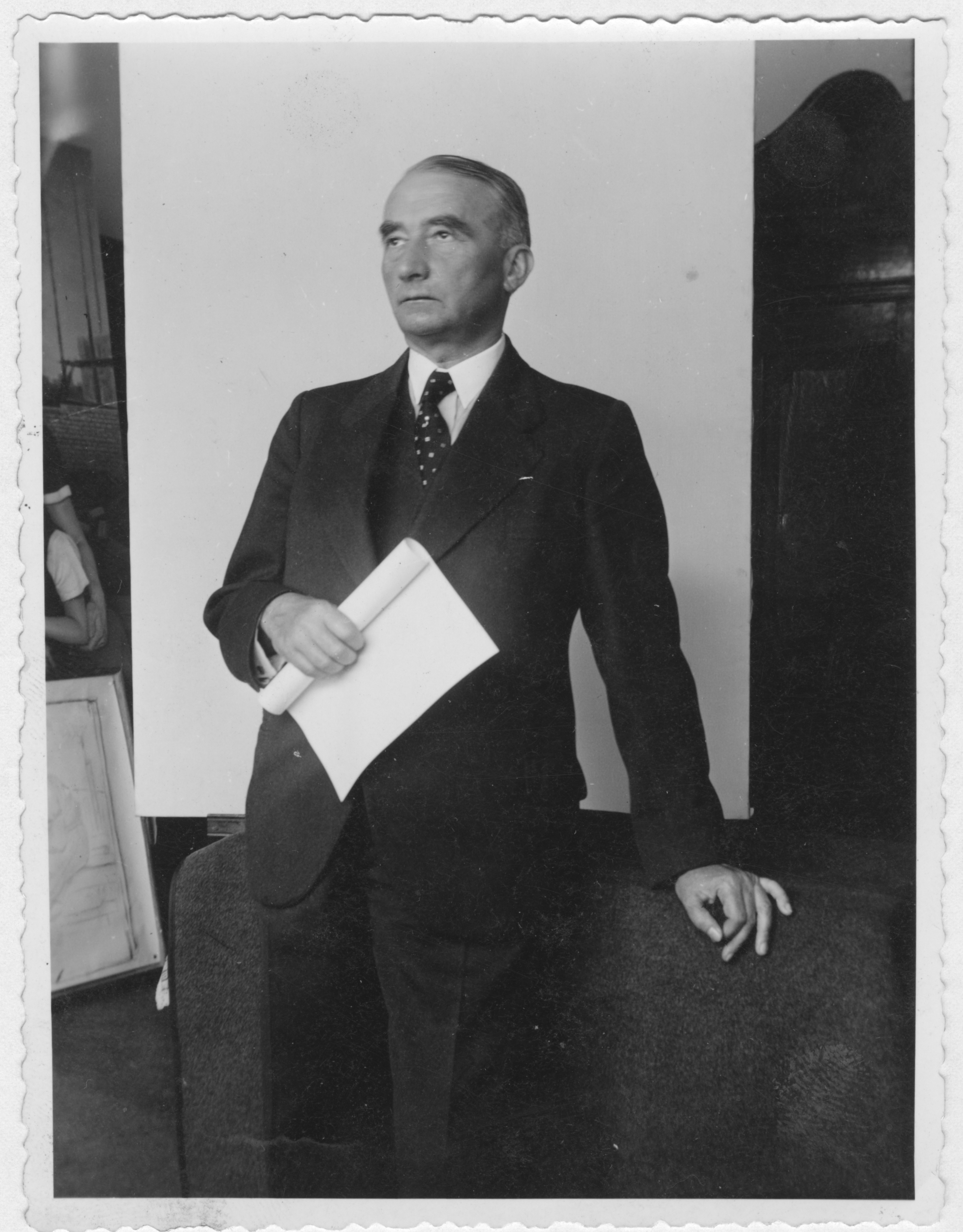
Arthur Menge

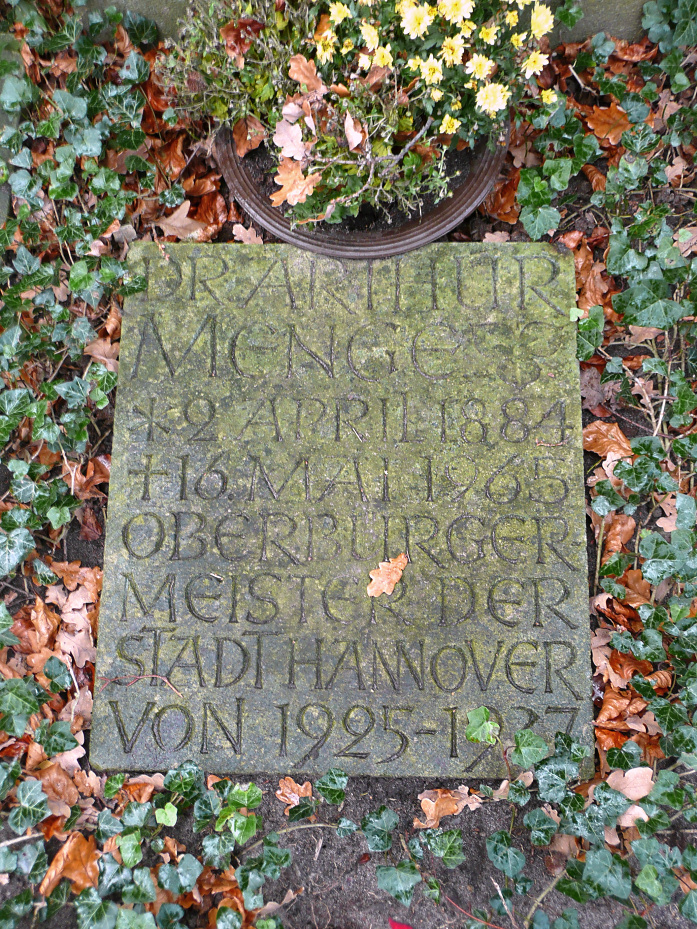
Grabplatte auf dem Stadtfriedhof Engesohde

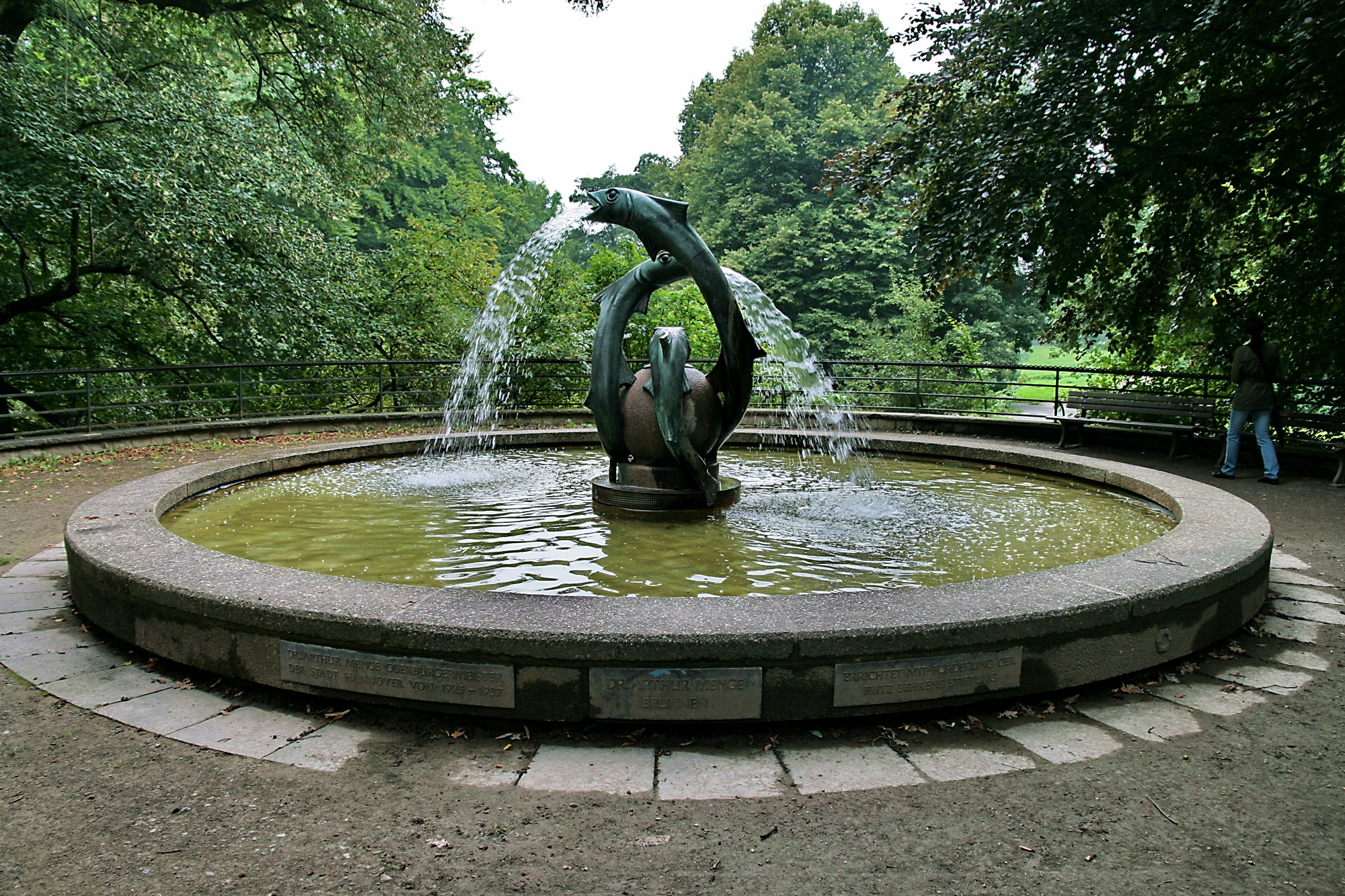
Arthur-Menge-Brunnen beim Vierthaler Teich

Arthur Menge (* 2. April 1884 in Hannover; † 16. Mai 1965 bei Bellinzona, Schweiz) war ein deutscher Politiker und von 1925 bis 1937 Oberbürgermeister von Hannover.

## Leben
Nach dem Besuch des Lyzeums begann Menge ein Studium der Rechtswissenschaft. 1911 kam er als juristische Hilfskraft in die Stadtverwaltung Hannovers. Von 1914 bis 1918 war er Senator für Industrie, Wirtschaft und Ernährung, anschließend Direktor der hannoverschen Straßenbahn. 1919 wurde Menge für die Deutsch-Hannoversche Partei in das Bürgervorsteherkollegium gewählt. Nach der Wiederwahl 1924 wurde er 1925 schließlich Oberbürgermeister von Hannover. Trotz SPD-Mehrheit 1929 und der Machtergreifung der Nationalsozialisten übte er dieses Amt bis 1937 aus. Während seiner Amtszeit fanden u. a. der Bau des Maschsees, die Anlage des Hermann-Löns-Parks und der Erwerb der Herrenhäuser Gärten statt. 1926 grassierte in Hannover der Typhus. Die Stadtverwaltung und Menge hatten die von einem Wasserwerk ausgehende Gefahr unterschätzt und die Bevölkerung nicht gewarnt. Menge war zeitweise Förderndes Mitglied der SS. Das Team Erinnerungskultur der Stadt Hannover interpretiert das als taktisches Zugeständnis, um ohne Mitgliedschaft in der NSDAP weiter das Amt des Oberbürgermeisters bekleiden zu können. Nach der Nicht-Wiederwahl im August 1937 unter Druck war Menge als juristischer Direktor der Kapital-Versicherungs-Anstalt Hannover tätig. Im Februar 1943 schloss er sich auf Ratschlag Carl Friedrich Goerdelers dem Widerstand gegen Hitler an. Nach dem gescheiterten Attentat am 20. Juli 1944 verhaftete man Menge einen Tag später in Bad Kissingen und verurteilte ihn zu drei Jahren Zuchthaus. Menge gehörte von 1919 bis 1933 dem hannoverschen Provinziallandtag an, wobei er 1925 bis 1929 offiziell nicht der Fraktion der Deutsch-Hannoverschen Partei angehörte, da seine Partei ein Wahlbündnis mit anderen Rechtsparteien unter dem Namen „Vereinigte Hannoversche Provinziallandtagsliste“ eingegangen war.
Nach Ende des Zweiten Weltkriegs wurde er zum Vorsitzenden der neu gegründeten Niedersächsischen Landespartei gewählt, musste dieses Amt jedoch bereits im Dezember 1945 aus gesundheitlichen Gründen niederlegen. Menge starb am 16. Mai 1965 in Bellinzona während einer Zugreise von Ascona nach Hannover. Sein Grab befindet sich hier auf dem Engesohder Friedhof.

## Ehrungen
Nahe seiner Ruhestätte auf dem Stadtfriedhof Engesohde erinnert der Arthur-Menge-Brunnen des Bildhauers Ludwig Vierthaler an den hannoverschen Oberbürgermeister.
Ein Antrag auf Widmung des Grabes von Menge als Ehrengrab wurde 2020 verworfen. Über die geringere Einstufung als bedeutendes Grab wird kontrovers diskutiert (Stand Juni 2020). Das Team Erinnerungskultur der Stadt Hannover unterstützt das mit Verweis auf die Verdienste Menges in einem „schwierigen Umfeld“. Der Stadtbezirksrat Südstadt-Bult lehnte das ab. Menge stehe mit seiner Amtsführung für die „Entrechtung und Ausgrenzung von jüdischen Mitarbeitern der Stadtverwaltung“.
Die Straße Arthur-Menge-Ufer war ursprünglich während der Gestaltung des Maschsees 1937 angelegt worden und anfangs nach seiner Lage Nordufer benannt. Von 1943 bis zu ihrer Rückbenennung 1945 hieß die Straße von-Tschammer-und-Osten-Straße nach dem NS-Reichssportführer Hans von Tschammer und Osten. 1977 wurde sie umbenannt nach dem hannoverschen Oberbürgermeister. Ein Teil dieser Straße wurde am 17. Januar 2011 in Robert-Enke-Straße umbenannt.